# Nova Maringá
Nova Maringá este un oraș în Mato Grosso (MT), Brazilia.